# Casparides András
Casparides András (18. század) tanár.

## Élete
Almásról, Hont megyéből származott, külföldi egyetemeken tanult; Halléból Wittenbergbe ment és itt 1755. május 1.-jén iratkozott be; innét 1757-ben hazájába visszatért és necpáli, majd ivánkafalvai tanító volt.

## Munkái
- Dissertatio metaphysica de possibilium natura. Vittebergae, 1756.
- Dissertatio physica de natura et origine nebularum. Uo. 1756.